# Università Omar Al-Mukhtar
L'Università Omar Al-Mukhtar  (in arabo: جامعة عمر المختار, precedentemente Università islamica Mohammed bin Ali al-Sanusi) è la terza università della Libia, dopo l'Università di Tripoli e l'Università di Bengasi. 

## Storia
L'università venne fondata nel 1961 per impulso della confraternita sufi dei Senussi, intitolandola inizialmente al fondatore della confraternita Muhammad ibn Ali al-Sanusi, e divenne un istituto religioso per l'insegnamento della lettura e interpretazione dei testi islamici. 
Dopo il colpo di Stato di Gheddafi del 1969, furono realizzate riforme che causarono la chiusura dei dipartimenti islamici sostituiti con dipartimenti scientifici. L'università prese il nome da Omar al-Mukhtar.

## Struttura
L'università è organizzata in 20 facoltà e consta di quattro campus:
- Beida (Università vecchia ed Università nuova)
- Derna (Università di Derna)
- Gubba
- Tobruch (Università di Tobruch)